# Batalla de Nicópolis (48 a. C.)
La batalla de Nicópolis (año 48 a. C.) fue un enfrentamiento militar librado entre el ejército del rey Farnaces II del Bósforo –hijo de Mitrídates VI– y el gobernador cesariano de la provincia romana de Asia, Gneo Domicio Calvino, con victoria de las primeras.

## Antecedentes
Tras su victoria sobre los pompeyanos en Farsalia, Cayo Julio César salió en persecución de su líder, Cneo Pompeyo Magno, hacia el Helesponto y a Egipto. Para regir Asia había dejado a cargo a su lugarteniente Calvino con tres legiones. Durante el cruce de este estrecho se encontró con uno de los tantos convoyes que una vez formaron parte de la marina pompeyana, dispersada después de Farsalia, y con un farol en un bote conmino al almirante de diez buques a rendirse. El marino, asustado al ver a César, lo hizo, acrecentando la leyenda de la buena suerte del general. Los problemas vinieron cuando Calvino recibió órdenes de enviar el grueso de sus fuerzas –dos legiones– a salvar la situación de César en Egipto y Farnaces II vio su oportunidad para invadir Capadocia y Armenia Parva para anexarlos a su Reino del Bósforo. Rápidamente Farnaces marchó con su ejército por la costa del Pontus Euxinus sobre Cólquida, Capadocia y Armenia Parva, conquistándolas fácilmente.
Ante el peligro, los reyes Deyótaro de Galacia y Ariobarzanes III de Capadocia pidió auxilios a Calvino. El gobernador romano mando emisarios ordenando a Farnaces abandonar Armenia y Capadocia. Le quedaba solo la XXXVI legión, pero rápidamente Deyótaro le aporto 2 legiones formadas por sus propios hombres más cien jinetes y otra tanta caballería recibió de Ariobarzanes. Calvino ordenó a sus oficiales ir por tropas auxiliares a Cilicia y al cuestor Pletorio traer una legión levantada apresuradamente en Ponto. Todas estas unidades se reunieron en Comana bajo su mando.
Los emisarios volvieron con la noticia que Farnaces había abandonado Capadocia pero seguía en Armenia, reclamándola como herencia de su padre. Deseoso de gloria personal, Domicio salió con sus cerca de tres legiones sin esperar la posible venida de César, tomando una posición desde donde podía recibir abundantes suministros desde Capadocia.

## La batalla
Farnaces trato de demorar a Calvino por la diplomacia pero al no funcionar esto se retiró a las inmediaciones de Nicópolis en la Armenia Parva, en una llanura con montañas a sus dos lados. Para llegar ahí había que pasar por un estrecho paso donde Farnaces ubicó a sus mejores infantes y casi toda su caballería, con el fin de emboscar a quien pasará. También mando que aldeanos pasearan por el lugar, con el fin de dar una apariencia de normalidad al lugar para que los romanos no sospecharan nada.
Domicio desconfió y no entró en la trampa, obligando a Farnaces a retirar sus tropas. Al día siguiente Domicio acampó frente a la ciudad y empezó a fortificar su base, llevando a Farnaces a salir a la llanura con sus tropas desplegadas en línea con tres cuerpos de reserva en el caso de las alas. El general romano respondió terminando su fortificación y desplegando parte de sus hombres en las trincheras, juzgando que ya le era imposible retirarse con seguridad. Farnaces decidió construir su propia línea doble de trincheras, dispuso a su caballería en sus flancos y espero a que Domicio se retirara. El gobernador se decidió a presentar batalla. Dispuso a la XXXVI legión en el ala derecha, la póntica en la izquierda, en el centro las de Deyótaro y dejó algunas cohortes como reserva.
Ambas fuerzas chocaron y la legión XXXVI puso en fuga a la caballería de Farnaces, obligándola a retroceder contra la muralla y trincheras que defendían su propio campamento. La segunda línea romana intentaba rodear el foso que defendía las posiciones enemigas y atacar a sus flancos, pero la legión póntica cedió al igual que las de Deyótaro. Así, las tropas de Farnaces pusieron en fuga el flanco derecho y el centro de los aliados de Domicio, pasando a rodear a su legión. El gobernador romano se retiró con su legión como pudo, llegando a un monte desde donde se retiró a Siria a través de Capadocia con los restos de su ejército.

## Consecuencias
Las tropas romanas y pónticas resultaron mayoritariamente masacradas. Murieron gran número de nobles asiáticos como de jinetes romanos. Tras su victoria, Farnaces utilizó todas sus fuerzas para apoderarse del Ponto sin que nadie pudiera hacer gran cosa para detenerlo. Habría que esperar hasta la llegada de César para poner al rey oriental en su lugar tras la batalla de Zela. Calvino no perdió el favor de César, llegando a perseguir a Farnaces con su caballería después de Zela y combatiría en la campaña africana.